# Wydma

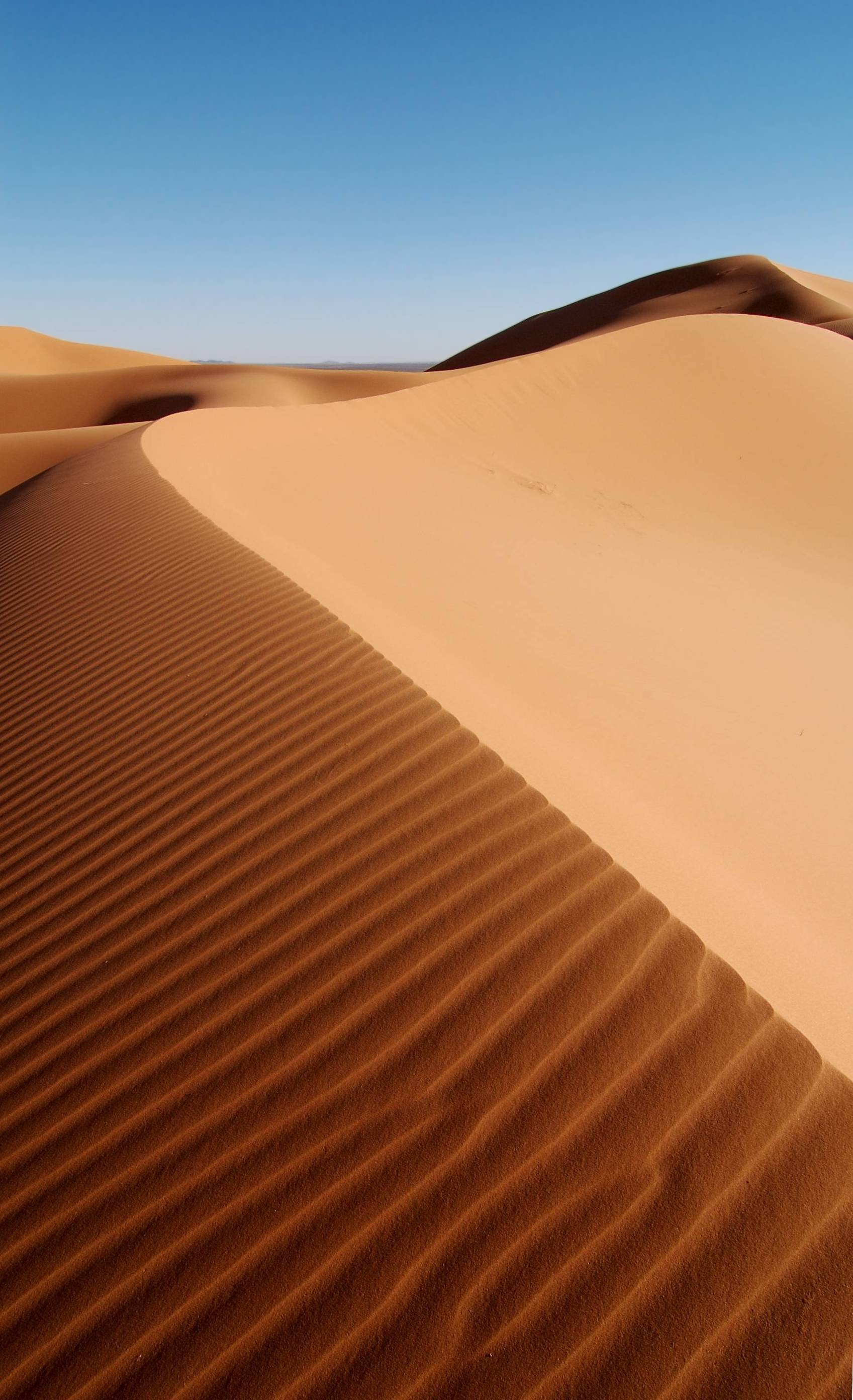
Wydma na pustyni w Maroku

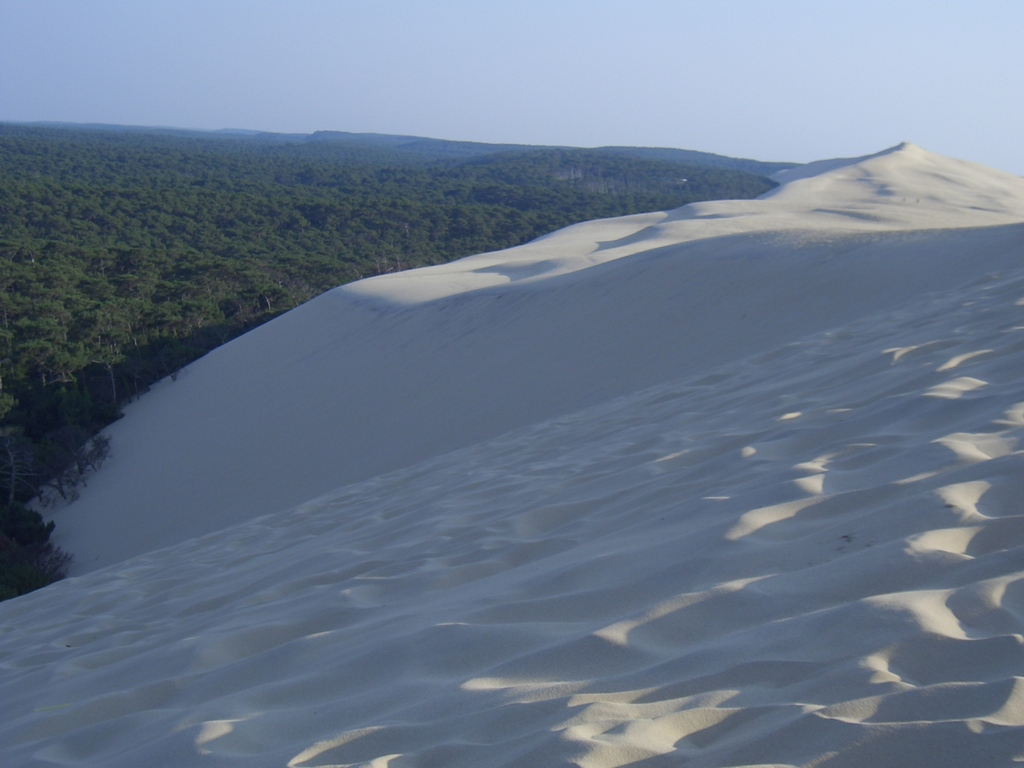
Wydmy w południowej Francji

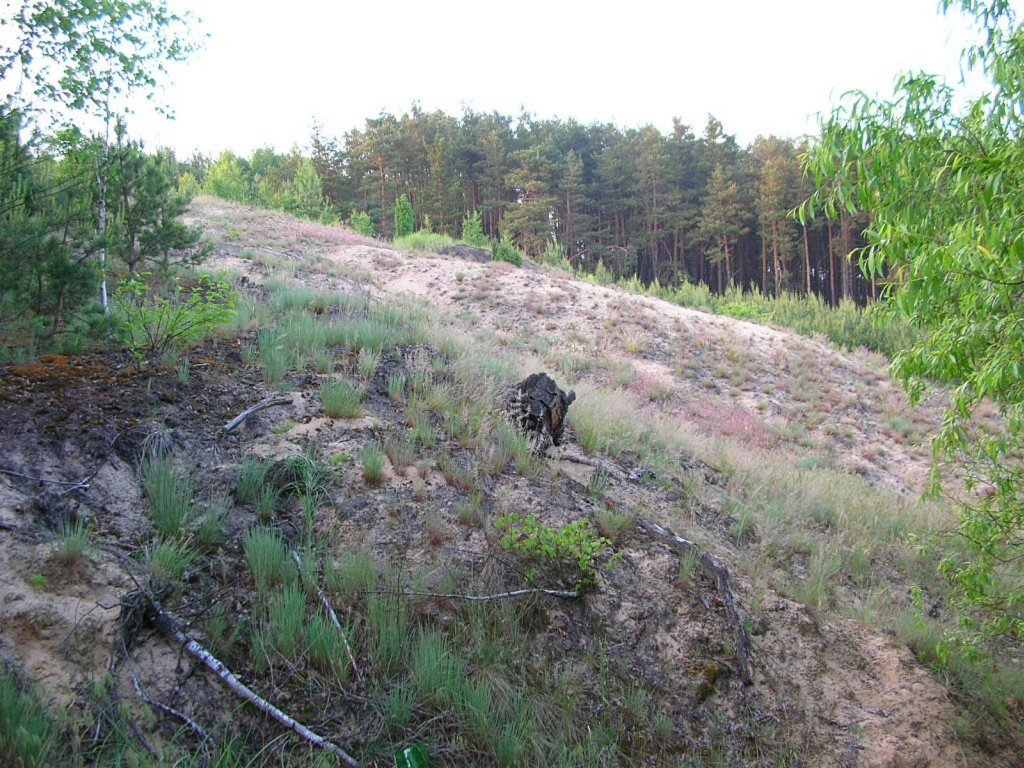
Wydmy śródlądowe na obszarze Puszczy Bydgoskiej

Wydma – piaszczyste wzniesienie usypane przez wiatr. Warunki środowiska wpływają na różny kształt i rozmiar wydm. Powstawanie wydmy jest ściśle związane z transportem materiału piaszczystego: piasek pędzony wiatrem blisko powierzchni lub wleczony po niej zatrzymuje się za takimi przeszkodami jak głazy, zarośla czy nierówności gruntu – gromadząc się wówczas tworzy wydmę. 
Pojedyncza wydma składa się ze stoku dowietrznego i zawietrznego, które rozdziela grzbiet wydmy. Stoki te są zazwyczaj asymetryczne. Nakładające się wydmy tworzą nieregularne, rozległe formy poprzeczne do kierunku wiatru – pola wydmowe.

## Rodzaje wydm
Rozróżnia się następujące rodzaje wydm, w zależności od:
- położenia
  - wydma nadmorska
  - wydma śródlądowa
- dynamiki
  - wydma ruchoma – ruchoma, tworząca się
  - wydma ustalona – nieruchoma, porośnięta przez roślinność
  - wydma ustalana – w trakcie zatrzymywania i porastania przez roślinność
- kształtu
  - wydma paraboliczna
  - barchan
  - wydma poprzeczna
  - wydma podłużna
  - wydma gwiaździsta
  - wał wydmowy
  - pole wydmowe
- pokrywy roślinnej oraz gleby
  - wydma biała – ruchoma, inicjalne stadium zarastania psammofitami, brak gleby
  - wydma szara – ustalana lub ustalona, porośnięta trawą lub wrzosowiskiem, powstawanie arenosoli
  - wydma brunatna – ustalona, porośnięta lasem (bór bażynowy) lub wrzosowiskiem, arenosole i regosole.

## Wydmy poza Ziemią

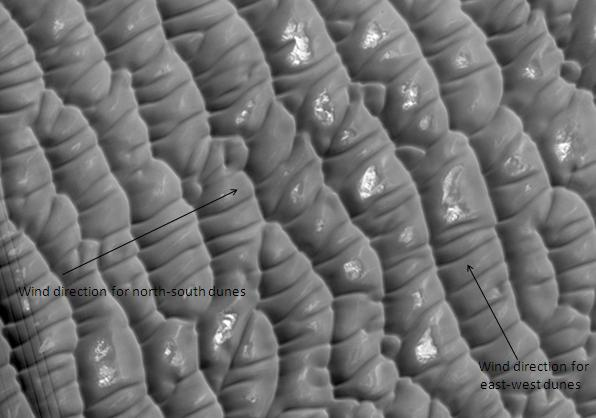
Zdjęcie satelitarne fragmentu pola wydm Olympia Undae na północnych równinach Marsa

Wydmy mogą występować na wszystkich ciałach niebieskich, na których występuje atmosfera i skały okruchowe o dostatecznie małych ziarnach, aby mogły być poruszane przez wiatr. Pole wydm na obiekcie innym niż Ziemia określa się formalnie nazwą unda.
Poza Ziemią wydmy zaobserwowano na Marsie, Wenus i Tytanie, księżycu Saturna. Wydmy na Marsie występują we wnętrzach kraterów (np. krateru Victoria, odwiedzonego przez łazik Opportunity), gdzie piasek gromadzi się dzięki burzom piaskowym, a także tworzą rozległe pola wydm w północnych okolicach podbiegunowych; największe z nich, Olympia Undae, ma ponad 1500 km średnicy. Na Tytanie ciemne wydmy występują w pasie równikowym, uważa się, że tworzą je ziarna węglowodorów, wytrącających się z bogatej w związki organiczne atmosfery księżyca.

## Galeria

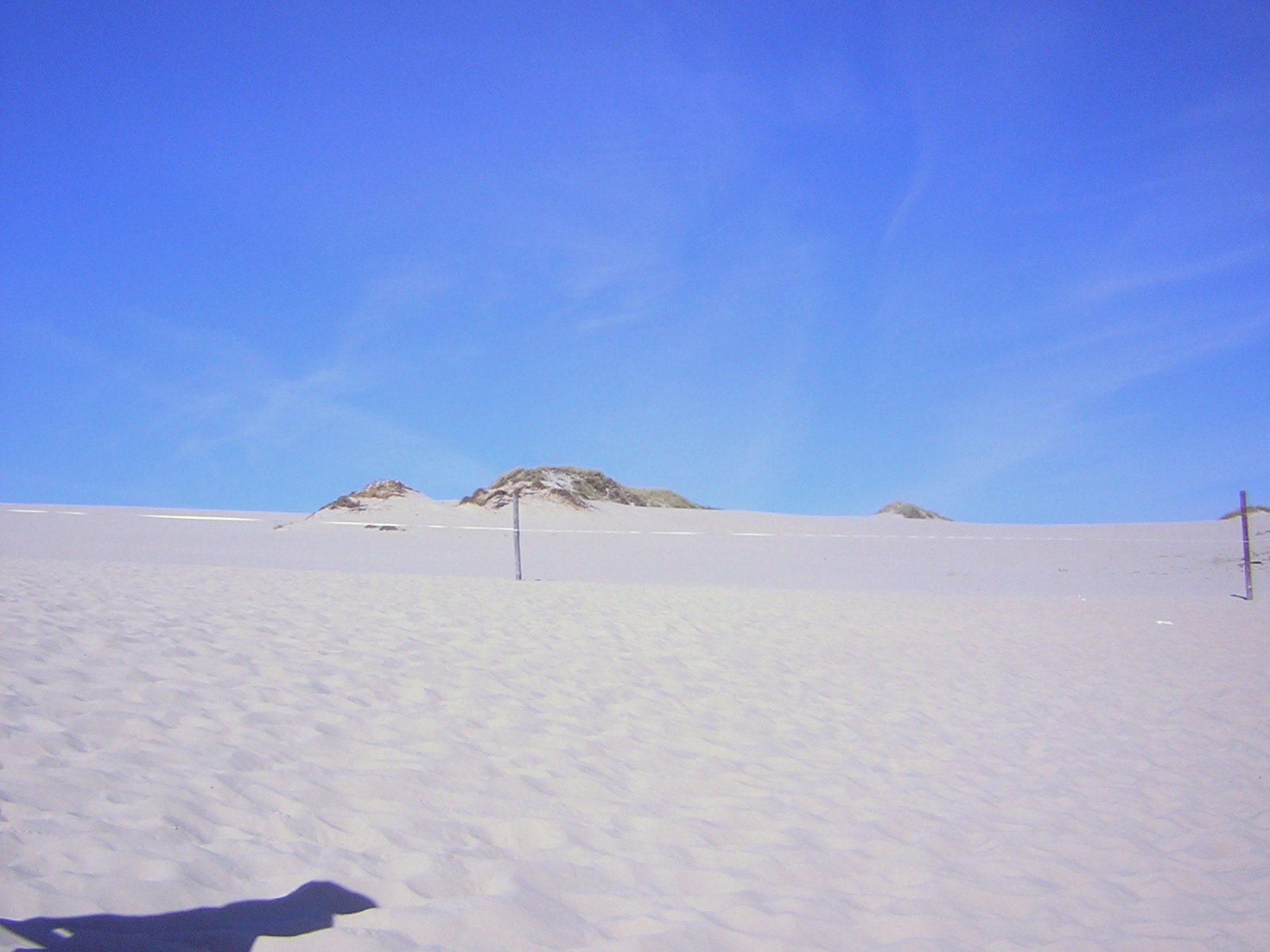
Ruchome wydmy w Słowińskim Parku Narodowym
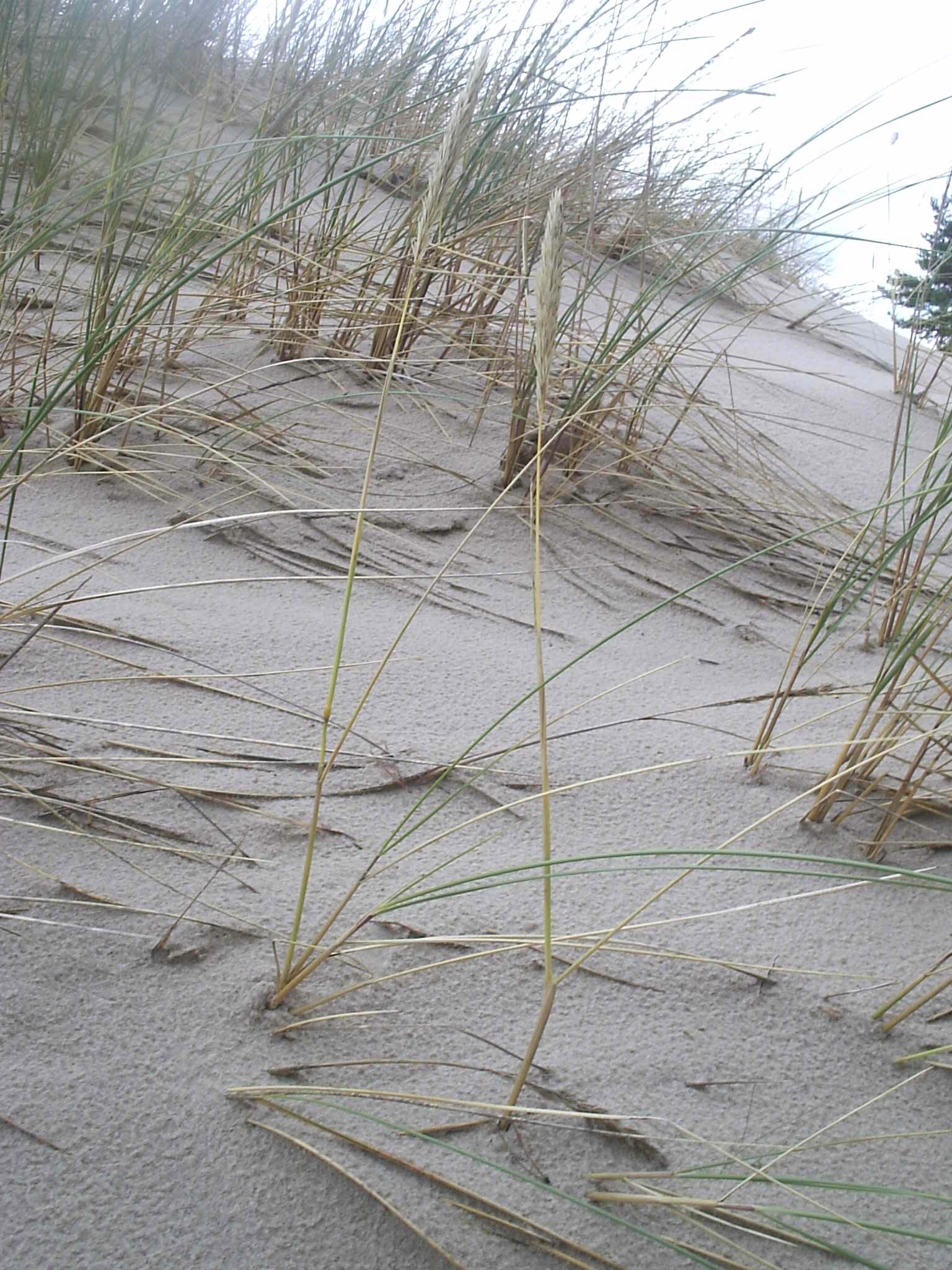
Wydma biała w Lubiatowie, woj. pomorskie
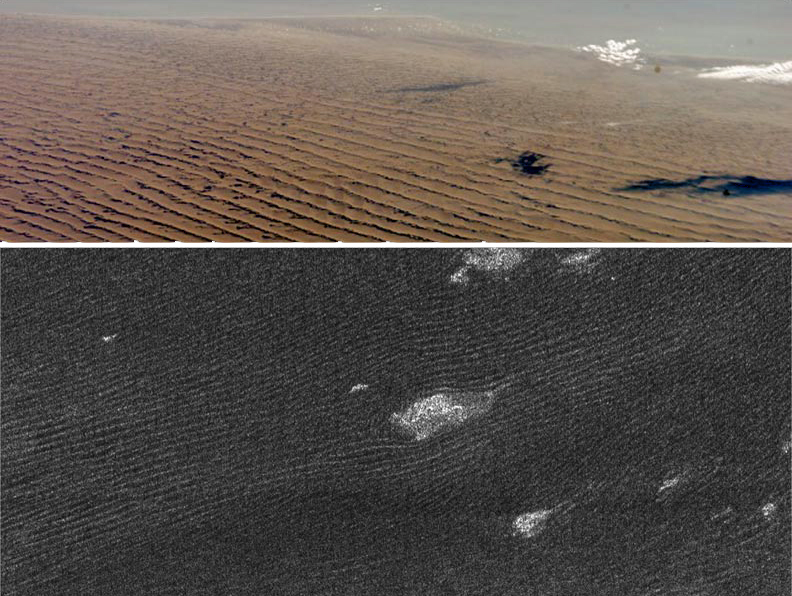
Porównanie wydm na Ziemi (Namibia) i na Tytanie (region Belet)
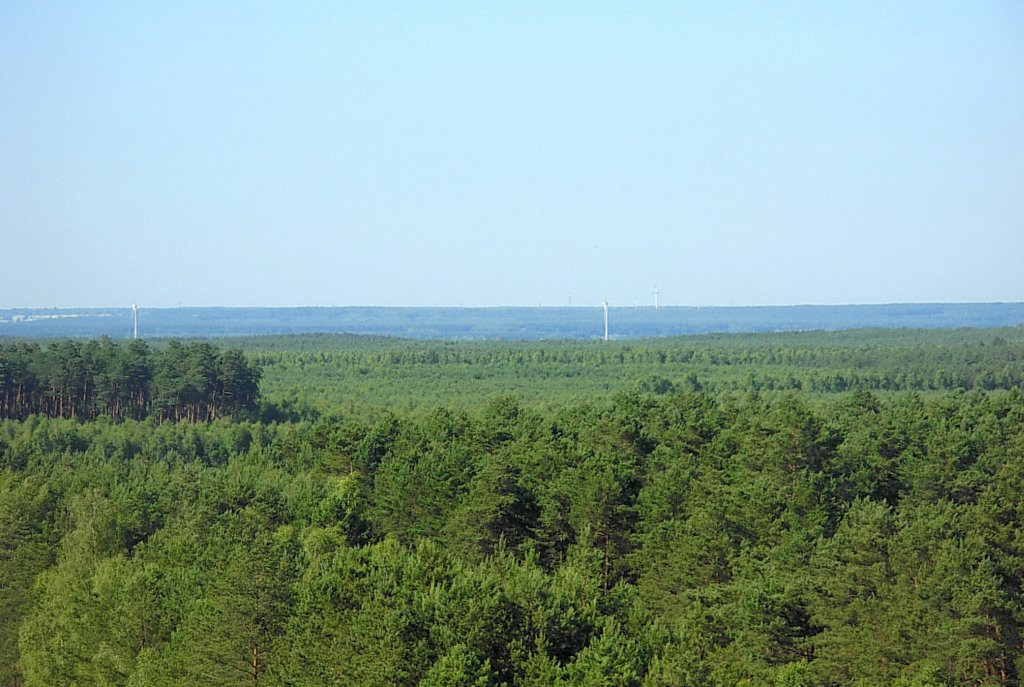
Widok ze szczytu wydmy śródlądowej Puszcza Bydgoska
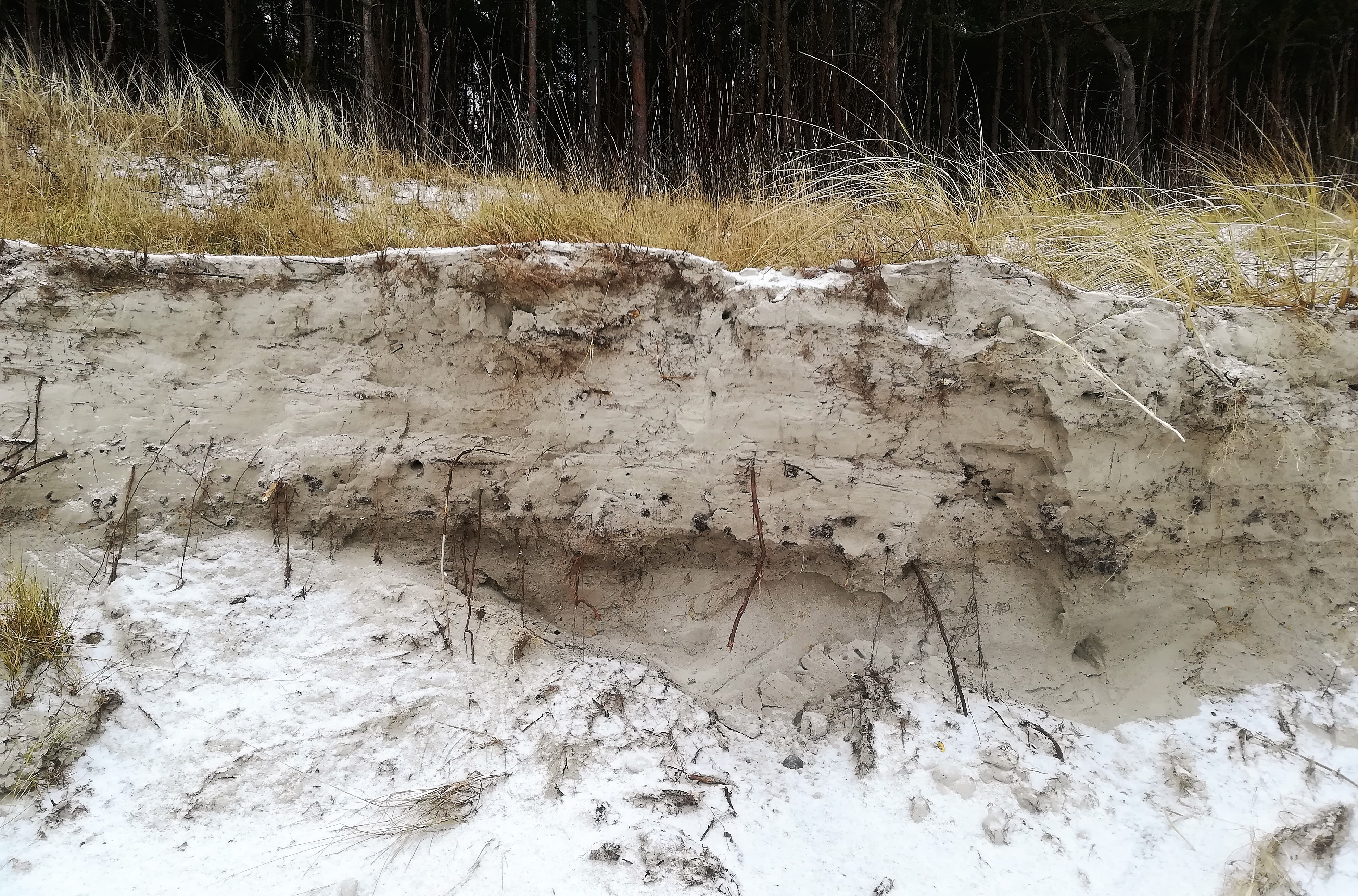
Przekrój przez wydmę w Łebie